# Дін Корнуелл
Дін Корнуелл (англ. Dean Cornwell; 5 березня 1892, Луїсвілл, Кентукі — 4 грудня 1960, Нью-Йорк, США)— американський художник і викладач, монументаліст й ілюстратор.

## Життєпис
Майбутній художник народився у місті Луїсвілл, штат Кентукі. Його батько, Чарльз Л. Корнуелл, був інженером-будівельником, тому цікавість до технічних питань мав і син у молоді роки. Відбилась вона і в його малюнках.
Як художник починав карикатуристом у місцевій газеті Луісвілл Гералд. Згодом покинув місто і закінчив Художній інститут Чикаго. Працював у газеті Чикаго Трибюн.
У 1915 прибув у Нью-Йорк, де Ліга студенів-художників стала другим місцем художнього навчання.
Здійснив подорож до Лондона, де вивчав технології створення монументального живопису під керівництвом художника Френка Бренгвіна.
Працював ілюстратором у редакціях журналів «Харперс Базар», «Космополітен», жіночому журналі «Редбук» (Redbook) та інших.
Керівництво Ліги студентів-художників у місті Нью-Йорк запросило Діна Корнуелла на посаду викладача. Він був також президентом у Товаристві ілюстраторів у період 1922-1926 рр.
Помер 4 грудня 1960 в Нью-Йорку.

## Вибрані твори
- Стінописи, Публічна бібліотека, Лос-Анжелес
- Стінописи, Меморіал Лінкольна Шрайн, місто Редлендс
- Стінописи, Рокфеллер Центр, Нью-Йорк
- Стінописи, Вільям Рапард центр, Женева, Швейцарія
- Стінописи, Державний офіс, штат Теннесі

## Галерея

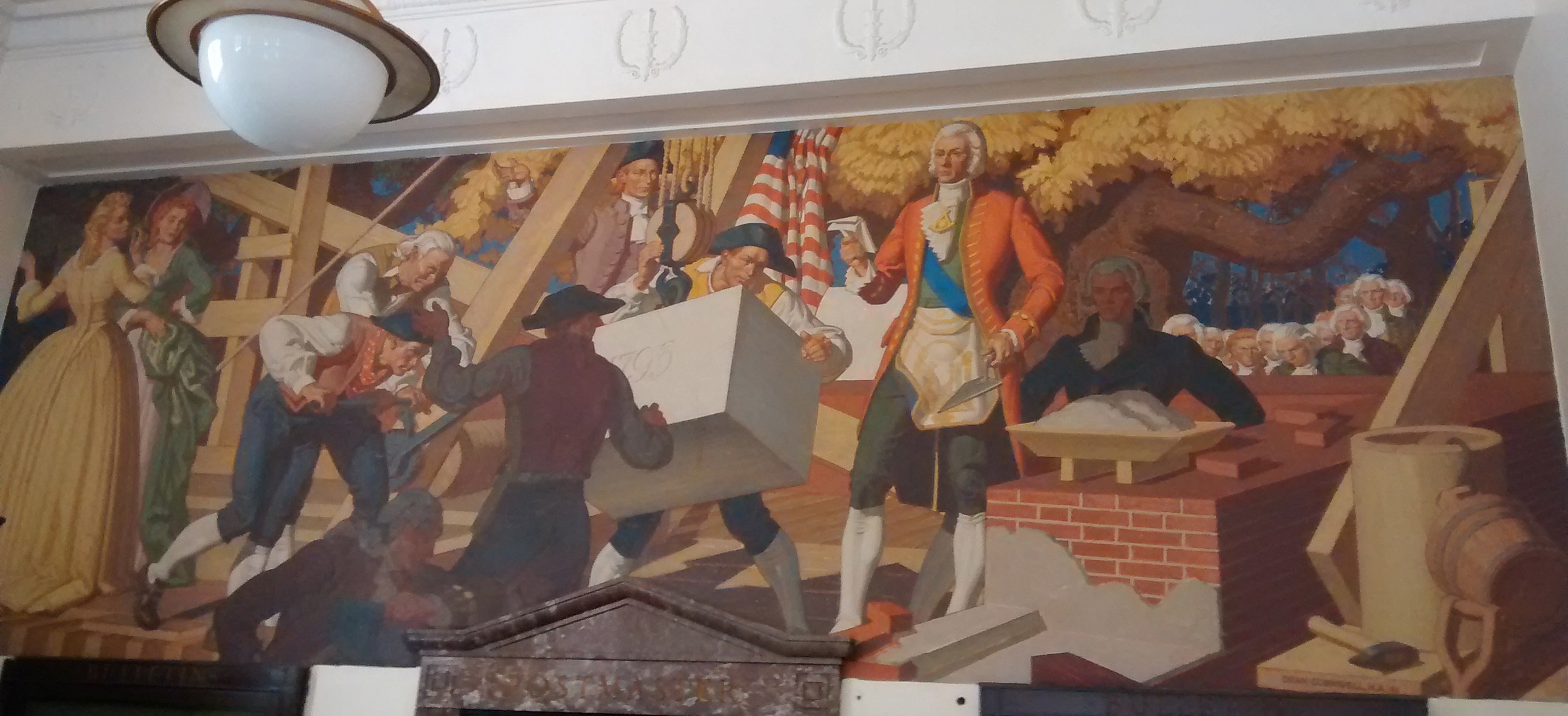
Стінопис «Початок будівництва Олд Іст, першого будинку у місті Чапел Хіл, Північна Кароліна», стінопис у пошті, 1941
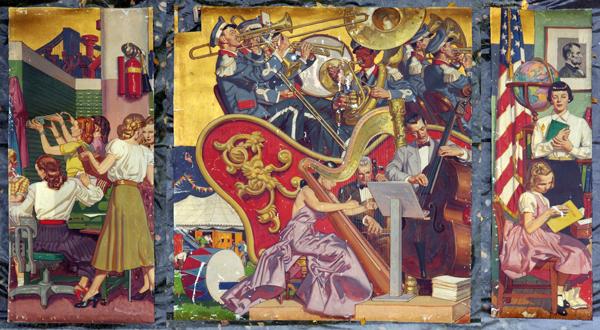
A gift of the American Federation of Labor commissioned to the artist and illustrator Dean Cornwell (1892–1960)
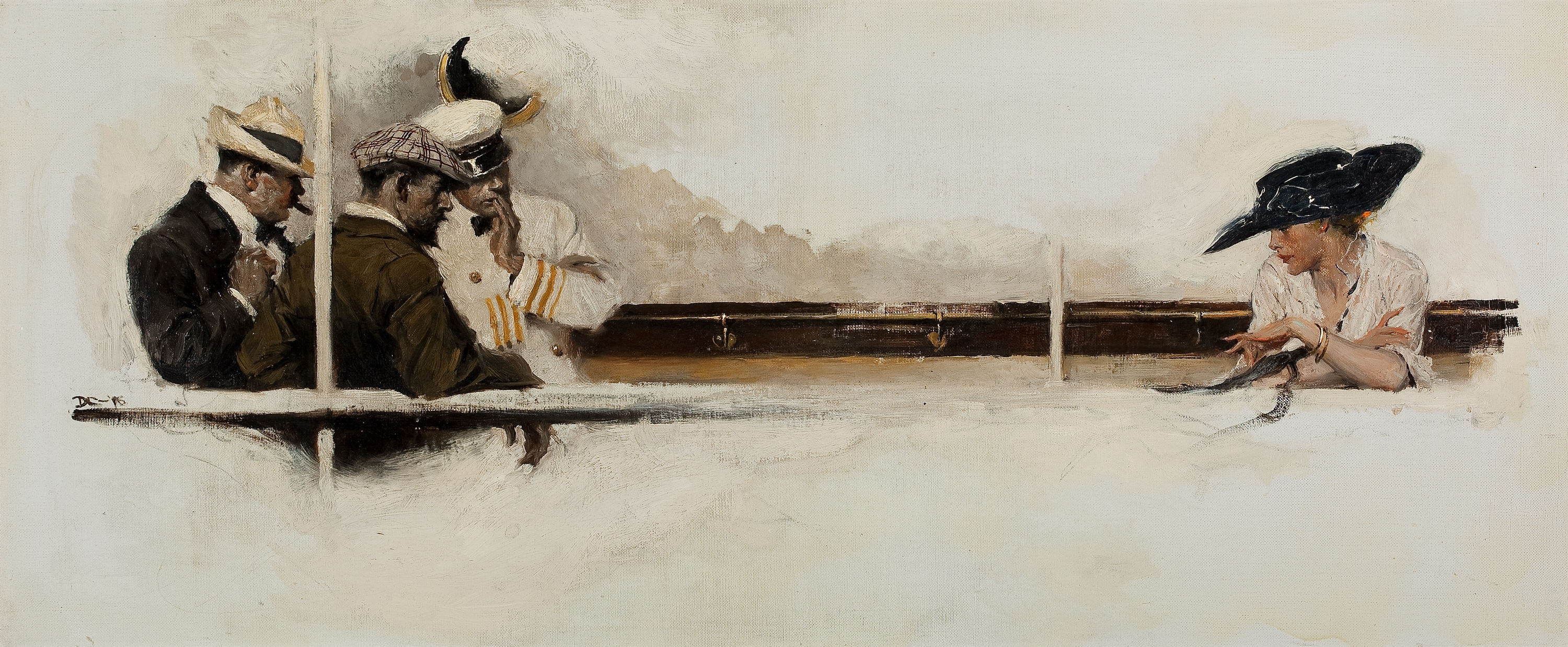
Some Necktie Lady (1916) oil on canvas 14.5 inch. x 34 inch.
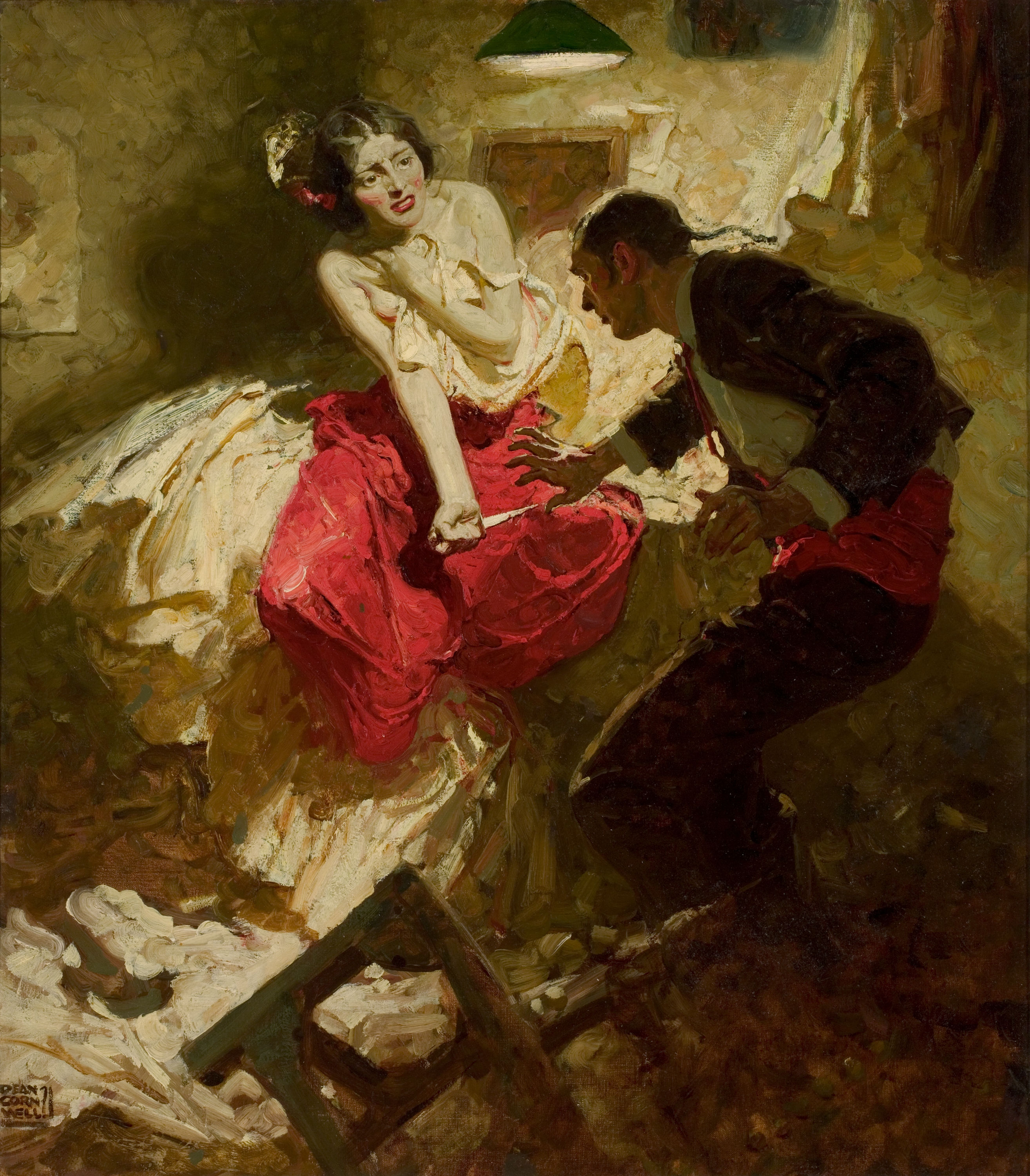
The Red Shawl Hearst's International magazine illustration (1921) oil on canvas 34 inch. x 30 inch.
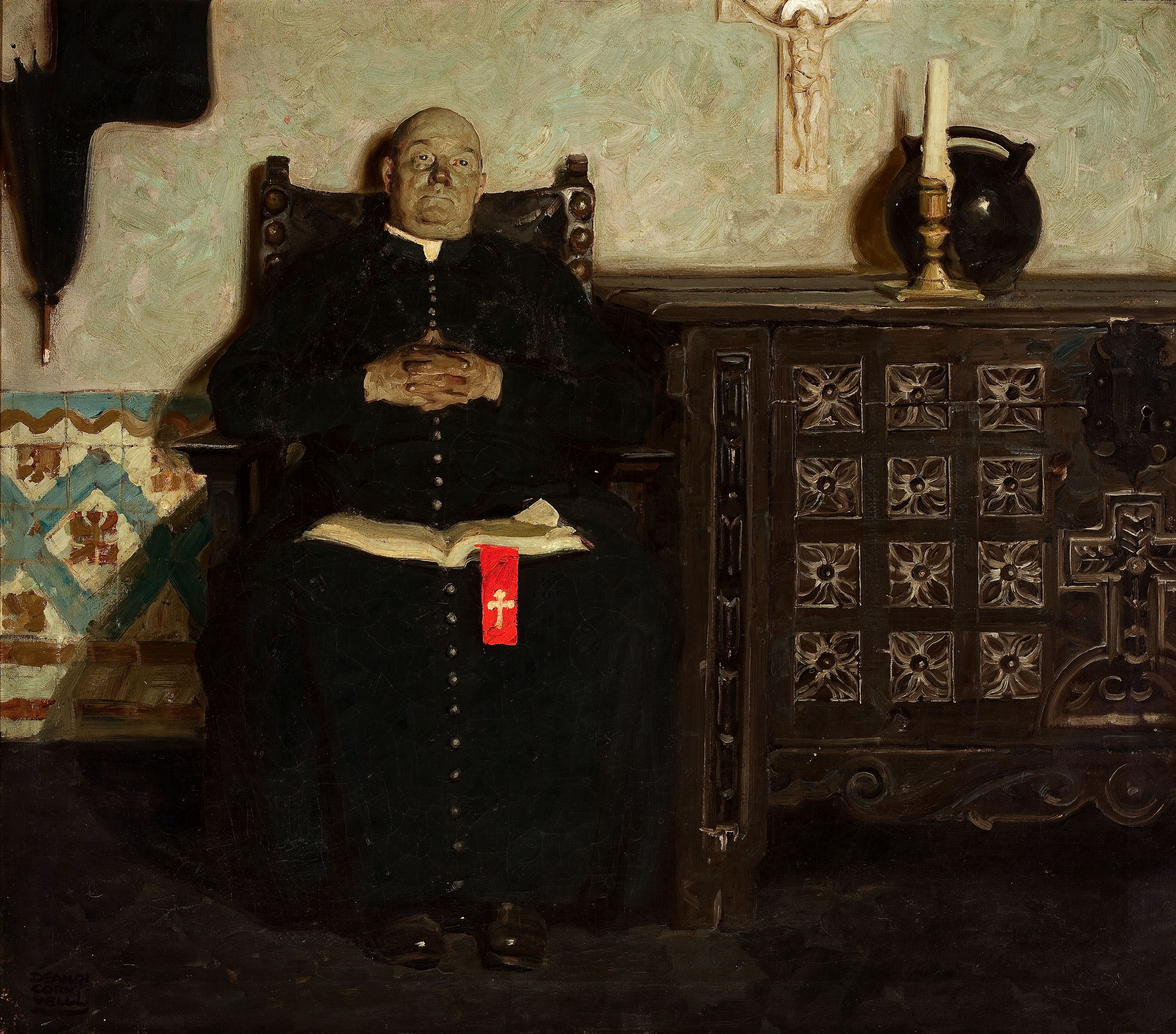
Priest, Spanish City (1921) oil on canvas 30 inch. x 34 inch.
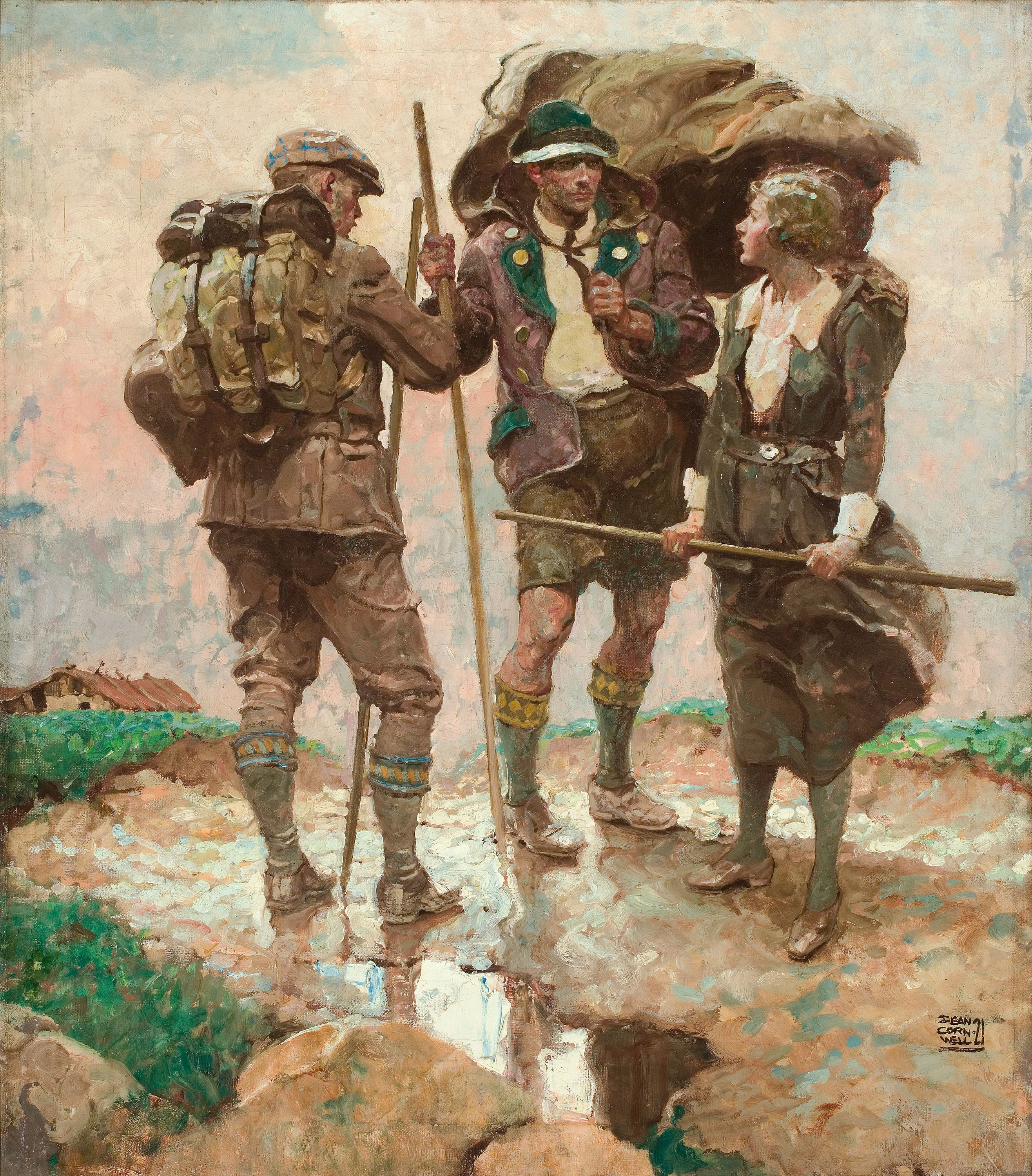
The Bridge Harper's Bazaar illustration (1921) oil on canvas 34 inch. x 30 inch.
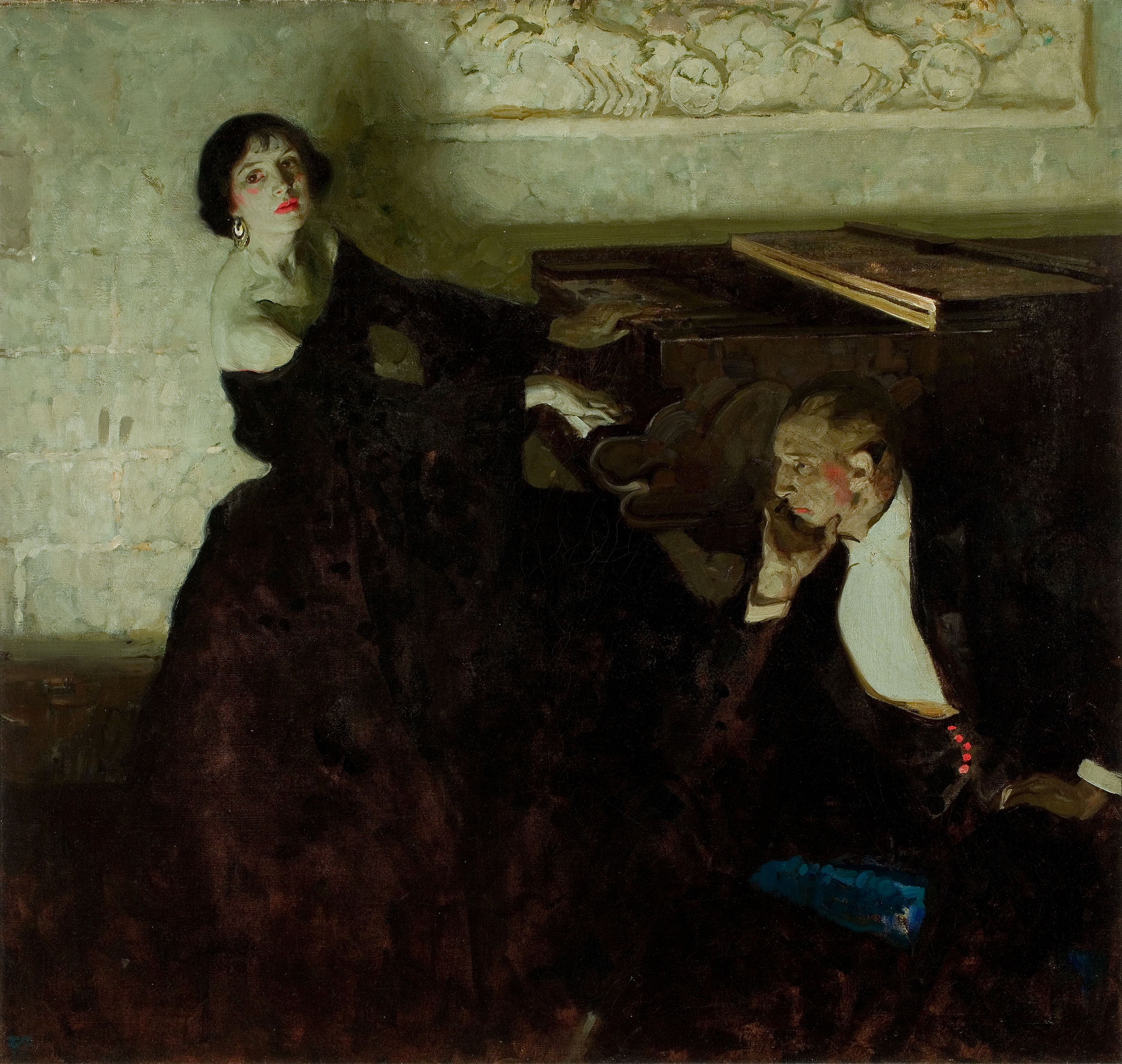
Romantic Couple Seated by Piano Hearst's International magazine illustration (1922) oil on canvas 34 inch. x 36 inch.
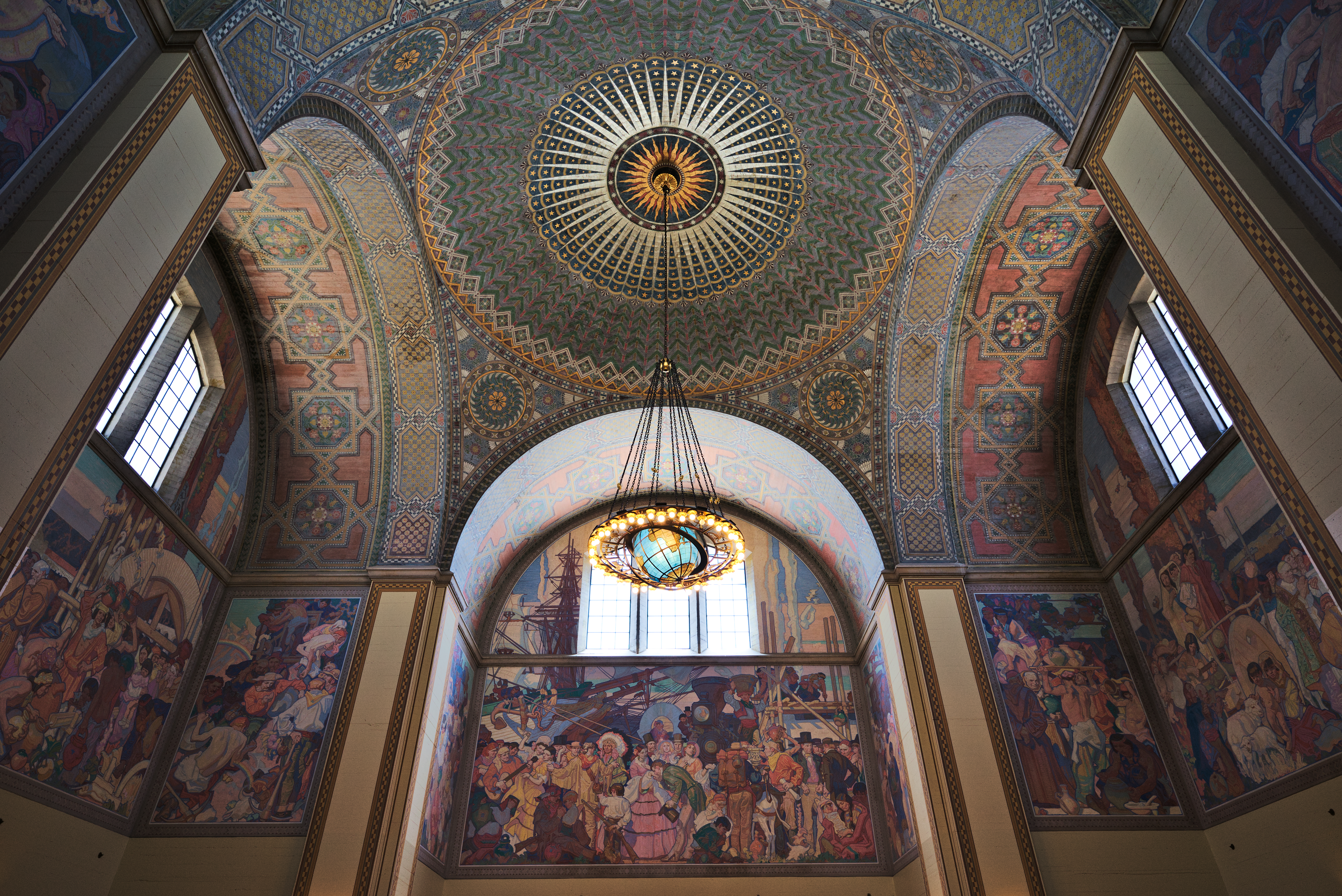
Murals in the Grand Rotunda of the Los Angeles Central Library depicting California history (1933)
Murals in the Grand Rotunda of the Los Angeles Central Library depicting California history (1933)